# Грубач, Радован
Радован Грубач (серб. Радован Грубач, род. 1948, село Ораховац близ Требинье, Югославия) — сербский генерал и военный деятель, военачальник армии боснийских сербов в период войны в Боснии и Герцеговине.
Радован Грубач родился 4 января 1948 года в селе Ораховац близ Требинье в семье сельскохозяйственного рабочего и домохозяйки. После завершения средней электротехнической школы он поступил в Военную академию Сухопутных войск Югославской народной армии по специальности РХБЗ, обучение в которой окончил в 1970 году. Спустя четыре года он получил диплом инженера химии в Высшей технической школе Сухопутных войск. В 1985 году стал магистром военных наук. В 1981 и 1991 годах проходил подготовку на курсах тактики и обороны при Сухопутных войсках.
Грубач служил в гарнизонах Крушеваца, Сараева и Белграда. Начало распада Югославии встретил в Белграде, где находился на должности преподавателя на кафедре стратегии Центра высших военных школ. 15 мая 1992 года, во время начала конфликта в Боснии и Герцеговине, вступил в армию боснийских сербов, где получил под свое командование Герцеговинский корпус. 31 декабря 1992 года получил звание генерал-майора. 31 марта 2001 года Грубач был отправлен на пенсию.
В июне 2010 года прокуратура Дубровника обвинила Грубача в ответственности за обстрелы города и прилегающих территорий во время войны.